# 쿠사라

오른쪽 아래에 보이는 쿠사라(Kussara)

쿠사라(Kussara)는 청동기 시대의 남동 아나톨리아의 도시였다. 쿠사라의 지배자들은 그들의 권위를 중앙 아나톨리아 너머로 확장하여 히타이트어를 쓰는 카네시를 정복하고 미래 히타이트 수도인 하투사를 파괴하였으며 북쪽으로 흑해까지 영토를 복속시켰다. 피타나라는 이름의 사람이 알려진 가장 고대의 쿠사라 지배자이며, 카네쉬(네사) 정복의 책임자였다. 그의 아들 아니타는 이들 정복지를 확장하고 미래 히타이트 수도 하투사를 파괴하고 히타이트어를 사용하여 그의 업적을 기록한 최초의 알려진 지배자이다. 히타이트 왕조의 창시 후 기원전 17세기의 라바르나 2세(하투실리 1세)는 아직 그의 하투사 왕이라는 직함과 더불어 쿠사라의 사람으로 불린다. 그의 성공적이지 못한 알레포 장악 실패 후에 하투실리는 매우 심하게 부상당한 채 쿠사라로 돌아왔다. 쿠사라는 네사와 알레포 사이에서 있을 것으로 추정된다.